# Stanisław Sapieha
Pour les articles homonymes, voir Sapieha.
Stanisław Sapieha, né en 1896 à Oleszyce disparu le 11 janvier 1919 à Lviv, est un prince polonais de la famille Sapieha.

## Biographie
Il est le fils de Władysław Leon Sapieha et de Elżbieta Konstancja Potulicka.
Pendant la première Guerre mondiale, il sert dans l'Armée austro-hongroise. Après reçut son diplôme d'officier à Olomouc et Cracovie, il est dirigé vers le front roumain puis vers le front russe. Le 1er décembre 1917, il est promu lieutenant.
En novembre 1918, il intègre l'armée polonaise. Il meurt le 11 janvier 1919 à la défense de Lviv (pl). Il reçoit la Croix de la Valeur polonaise à titre posthume.

## Sources
- Notices d'autorité :   - VIAF
  - Pologne

- (pl) Cet article est partiellement ou en totalité issu de l’article de Wikipédia en polonais intitulé « Stanisław Sapieha » (voir la liste des auteurs).